# 伏翼蝠冠状病毒HKU5
伏翼蝠冠状病毒HKU5（Pipistrellus bat coronavirus HKU5、Bat-CoV HKU5）是乙型冠狀病毒屬的一種病毒，於2006年由香港大學的研究團隊發表，在香港的東亞家蝠樣本中被發現，其基因組長約30000nt，除冠狀病毒皆有的複製酶與四種結構蛋白外，此病毒還有NS3a、NS3b、NS3c與NS3d等四種輔助蛋白。
在乙型冠狀病毒屬中伏翼蝠冠状病毒HKU5與中東呼吸症候群冠狀病毒（MERS-CoV）、刺蝟冠狀病毒和扁颅蝠冠状病毒HKU4（HKU4）的關係較為接近。2018年的研究顯示中國廣東的東亞家蝠、伏翼與小伏翼等伏翼屬蝙蝠中有此病毒。由於刺突蛋白的序列差異，此病毒不使用HKU4與MERS所使用的受體二肽基肽酶-4（DPP4）感染宿主細胞。